# سری هارمونیک
سری هارمونیک (به انگلیسی: Harmonic Series) نوعی سری ریاضی خاص است. سری هارمونیک دنباله‌ای است که اعضای آن، جمع {\displaystyle n} عضو اول (مجموع‌های جزئی) دنبالهٔ هارمونیک هستند.

## محاسبه
{\displaystyle n}امین مجموع جزئی سری هارمونیک، به {\displaystyle n}امین عدد هارمونیک معروف است:
{\displaystyle H_{n}=\sum _{k=1}^{n}{\frac {1}{k}}=1+{\frac {1}{2}}+{\frac {1}{3}}+{\frac {1}{4}}+\cdots +{\frac {1}{n}}}
مورد بالایی نوع خاصی از سری هارمونیک ({\displaystyle 1/k^{a}}) است، در اینجا {\displaystyle a=1} است.

### مقدار مجموع‌های جزئی
| {\displaystyle {\begin{matrix}H_{1}&=&1\\\\H_{2}&=&{\frac {3}{2}}&=&1{,}5\\\\H_{3}&=&{\frac {11}{6}}&=&1{,}833\dots \\\\H_{4}&=&{\frac {25}{12}}&=&2{,}083\dots \end{matrix}}} | {\displaystyle {\begin{matrix}H_{5}&=&{\frac {137}{60}}&=&2{,}283\dots \\\\H_{6}&=&{\frac {49}{20}}&=&2{,}45\\\\H_{7}&=&{\frac {363}{140}}&=&2{,}592\dots \\\\H_{8}&=&{\frac {761}{280}}&=&2{,}717\dots \end{matrix}}} |